# کاترین درکسل
کاترین درکسل (انگلیسی: Katharine Drexel؛ ۲۶ نوامبر ۱۸۵۸ – ۳ مارس ۱۹۵۵) یک قدیس مسیحی اهل ایالات متحده آمریکا بود.